# فيليتو (بييمونتي)
فيليتو هي كومونا تقع في أقليم بييمونتي، إيطاليا.